# Олівер Серафін
Олівер Джеймс Серафін (нар. 2 серпня 1943) — домінікський політичний діяч, прем'єр-міністр країни з червня 1979 по липень 1980 року.

## Життєпис
Народився у столиці країни, там і здобув середню освіту. Вищу освіту здобував в інституті Карнегі у США та Кубі. До політики займався страховим бізнесом
Був членом кабінету Патріка Джона з 1975 по 1979 рік. Він обіймав посади міністра зв'язку, праці та комунального господарства, а потім — міністра сільського господарства, земель, рибальства та у справах КАРІКОМ. Упродовж того часу Домініка здобула незалежність від Великої Британії. Коли почались масові протести проти уряду Джона, Серафін подав у відставку.

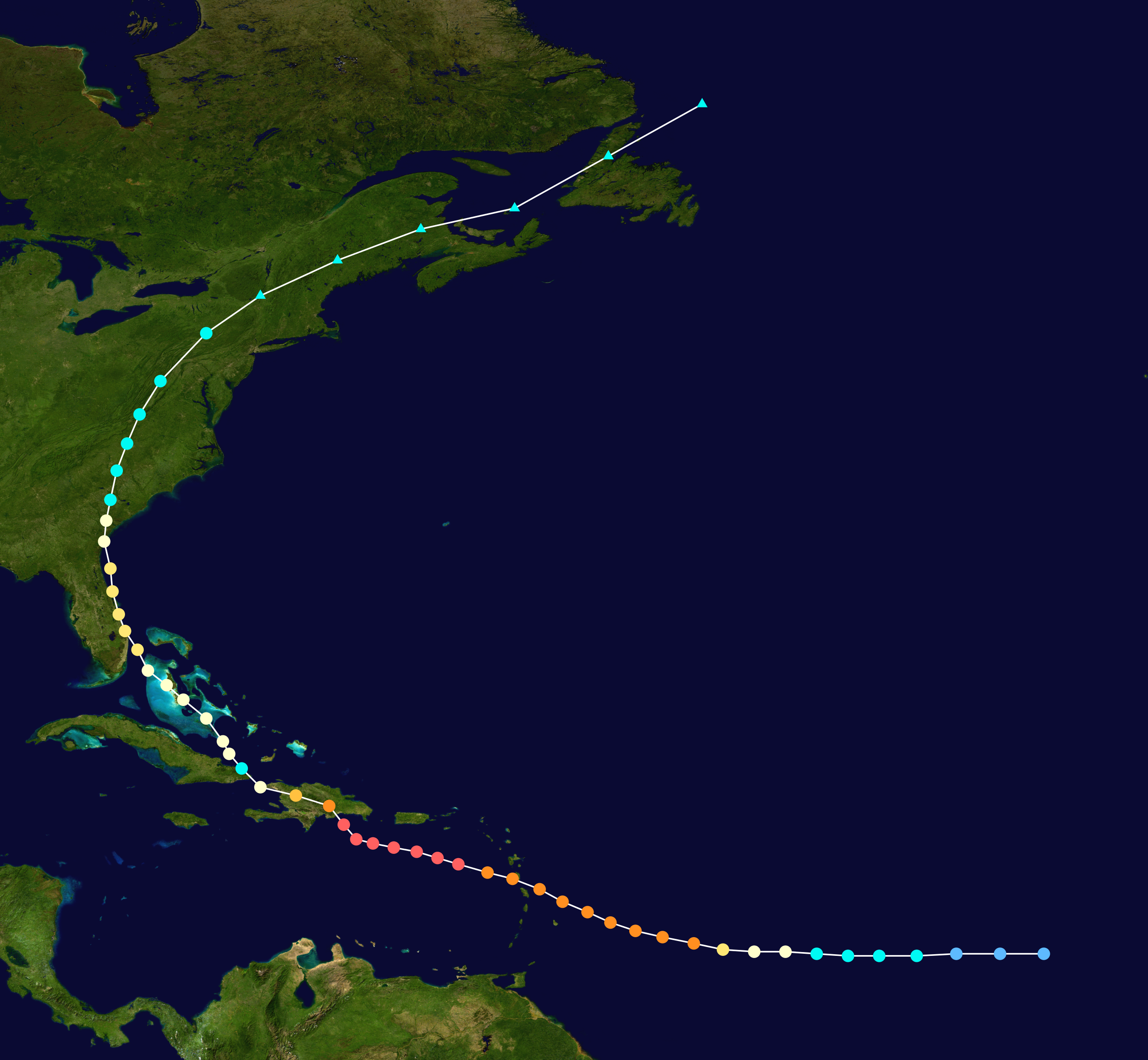
Шлях урагану Девід. Домініку позначено помаранчевими крапками

Серафін очолив уряд 25 червня 1979 року. У серпні того ж року країна постраждала від урагану «Девід», що забрав життя 56 осіб та понівечив більшу частину острова. Серафін спрямував усі зусилля на подолання наслідків стихії. Він звертався по фінансову допомогу до Барбадосу, Канади, Франції, США та Венесуели задля відновлення національної інфраструктури. Утім, він програв вибори 1980 року Юджинії Чарлз. Після цього до політики він не повертався.
Уряд Серафіна часто називають «тимчасовим» або «перехідним». Після виходу з політики він повернувся до бізнесу, займався туристичними послугами.